# Ole Hamann
Ole Jørgen Hamann (Frederiksberg, 2 februari 1944) is een Deense botanicus. 
In januari 1970 studeerde hij af in de biologie met als specialisatie de botanie aan de Københavns Universitet. In oktober 1980 promoveerde hij aan dezelfde universiteit op het proefschrift Studier over Galápagosøernes vegetation. En sammenfattende redegørelse for undersøgelser i perioden 1971-1980 ('Studies over de vegetatie van de Galapagoseilanden: Een vergelijkend overzicht van onderzoek gedurende de periode 1971-1980').
Vanaf 1971 was Hamann als werknemer verbonden aan de Københavns Universitet. Tussen 1971 en 1974 was hij universitair docent aan het instituut van systematische botanie. Van 1974 tot 1989 was hij er universitair hoofddocent. Vanaf mei 1989 tot 2008 was hij hoogleraar en tevens directeur van Botanisk Have, de botanische tuin van de universiteit.
Hamann droeg bij aan de internationale reputatie van de botanische tuin als onderzoeksinstituut. Hij breidde de capaciteit van de botanische tuin voor het kweken en het behoud van zeldzame en bedreigde planten uit. Dit bereikte hij onder meer door het vestigen van een zaadbank en een genenbank en de aanleg van een nieuwe broeikas voor zeldzame en bedreigde planten. Onder zijn leiding sloot de botanische tuin zich aan bij Botanic Gardens Conservation International en de International Association of Botanic Gardens.
Hamann doet veldonderzoek in Ecuador en de Galapagoseilanden. Hij heeft bijgedragen aan de natuurbescherming op de Galapagoseilanden. Sinds 1971 heeft hij daar onderzoek verricht met de nadruk op vegetatiedynamiek, ecologie, natuurbescherming en systematiek. Hij heeft er onder meer samengewerkt met de Amerikaanse botanicus Conley McMullen.
Hamann is lid van meerdere organisaties, waaronder Botanic Gardens Conservation International (lid van de raad van toezicht), de International Association of Botanic Gardens, de Deense afdeling van het World Wide Fund for Nature (voorzitter van de wetenschappelijke commissie), de Charles Darwin Foundation en de IUCN World Commission on Protected Areas.
Hamann is (mede)auteur van meerdere artikelen in wetenschappelijke tijdschriften. Hij heeft ook aan boeken bijgedragen. 